# کامرینو
کامرینو (به ایتالیایی: Camerino) یک منطقهٔ مسکونی در ایتالیا است که در استان ماچه‌راتا واقع شده‌است.

## خصوصیات
کامرینو ۱۲۹ کیلومترمربع مساحت و ۷٬۱۳۰ نفر جمعیت دارد و ۶۷۰ متر بالاتر از سطح دریا واقع شده‌است.